# Aérodrome de La Tapoa
L'aérodrome de La Tapoa (code OACI : DRRP) est l'aéroport de La Tapoa au Niger. L'aérodrome est situé à 3 km du campement. La piste de l'aérodrome mesure 1 200 x 25 m.

## Situation
| \| 100 km1:21 840 000 \|Arlit Diffa Niamey Dirkou Dogondoutchi Gaya Gouré Iférouane La Tapoa Maïné-Soroa Agadez Maradi Tahoua Tanout Tessaoua Tillabéri Zinder BA 101 BA 201 Madama |
| 100 km1:21 840 000 |